# Sargé-sur-Braye
Pour les articles homonymes, voir Braye.
Sargé-sur-Braye est une commune française située dans le département de Loir-et-Cher, en région Centre-Val de Loire.
Localisée au nord du département, la commune fait partie de la région du Perche, région naturelle accidentée composée de  vallons, de plateaux, de collines, de crêtes et de vallées.
L'occupation des sols est marquée par l'importance des espaces agricoles et naturels qui occupent la quasi-totalité du territoire communal. Plusieurs espaces naturels d'intérêt sont présents dans la commune :, deux zones naturelles d'intérêt écologique, faunistique et floristique (ZNIEFF) et deux espaces naturels sensibles,  En 2010, l'orientation technico-économique de l'agriculture dans la commune est la culture des céréales et des oléoprotéagineux. À l'instar du département qui a vu disparaître le quart de ses exploitations en dix ans, le nombre d'exploitations agricoles a fortement diminué, passant de 40 en 1988, à 37 en 2000, puis à 34 en 2010.
Ses habitants sont appelés les Sergetières et les Sergetiers. Nom qui vient de la Serge,  technique de tissages traditionnels pratiquée par les anciens.
Le patrimoine architectural de la commune comprend trois bâtiments portés à l'inventaire des monuments historiques : l'église Saint-Martin, classée en 1958, le château de Montmarin, inscrit en 1986, et le château des Radrets, inscrit en 1977 puis en 2010.

## Géographie

### Localisation et communes limitrophes
La commune de Sargé-sur-Braye se trouve au nord du département de Loir-et-Cher, dans le Perche,. À vol d'oiseau, elle se situe à 51,3 km  de Blois, préfecture du département, à 21,4 km de Vendôme, sous-préfecture, et à 6 km de Savigny-sur-Braye, chef-lieu du canton du Perche dont dépend la commune depuis 2015. La commune fait en outre partie du bassin de vie de Mondoubleau.
Les communes les plus proches sont : 
Rahay (4,6 km)(72), Marolles-lès-Saint-Calais (5,1 km)(72), Baillou (5,1 km), Cormenon (5,9 km), Savigny-sur-Braye (6 km), Épuisay (6,1 km), Le Temple (6,2 km), Mondoubleau (7,2 km) et Saint-Calais (8,1 km) (72).
La commune se trouve dans la région naturelle du Perche.

### Localisation
| Rahay Sarthe                     | Baillou           | Cormenon  |
| Marolles-lès-Saint-Calais Sarthe | Sargé-sur-Braye   | Le Temple |
|                                  | Savigny-sur-Braye | Épuisay   |

### Hydrographie
La localité est baignée par la Braye et la Grenne, qui y confluent avant de poursuivre vers le Loir sous le seul nom de Braye. 

### Paysages et relief
Dans le cadre de la Convention européenne du paysage, adoptée le 20 octobre 2000 et entrée en vigueur en France le 1er juillet 2006, un atlas des paysages de Loir-et-Cher a été élaboré en 2010 par le CAUE de Loir-et-Cher, en collaboration avec la DIREN Centre (devenue DREAL en 2011), partenaire financier. Les paysages du département s'organisent ainsi en huit grands ensembles et 25 unités de paysage,. La commune fait partie de l'unité de paysage de « la vallée de la Braye » dans sa partie ouest, en bordure de la Braye, et du « Perche Gouët », au sein de l'ensemble de paysage du Perche.
Le Perche Gouët présente des successions de vallons et de collines, dégageant des vues alternativement intimes et ouvertes et offrant de riches paysages, contrastant avec les autres paysages du département, marqués par de grandes étendues des plateaux  et de larges vallées, et constituant ainsi une exception. Cette forme mouvementée des reliefs s'explique par la nature argileuse des sols dans lesquels les rivières et ruisseaux y ont facilement sculpté des vallons et vallées successives aux profils arrondis.
La vallée de la Braye, correspondant à la limite ouest du Perche dans le département, suit un axe nord-est/sud-ouest, parallèle à la vallée du Boulon dans le Perche Vendômois. Elle apparaît plutôt régulière, ne présentant pas de boucles et ne formant qu'une légère bifurcation lors de sa rencontre avec le Couëtron. Les coteaux souples s'arrondissent au sommet pour former de petites collines qui animent le paysage de la vallée. Le fond plat, large de 500 à 700 mètres en moyenne, met en évidence leur courbure élégante qui s'accompagne d'un bocage encore régulier, comme à La Courcelle (commune de Savigny-sur-Braye).
L'altitude du territoire communal varie de 78 mètres à 202 mètres,.

### Hydrographie

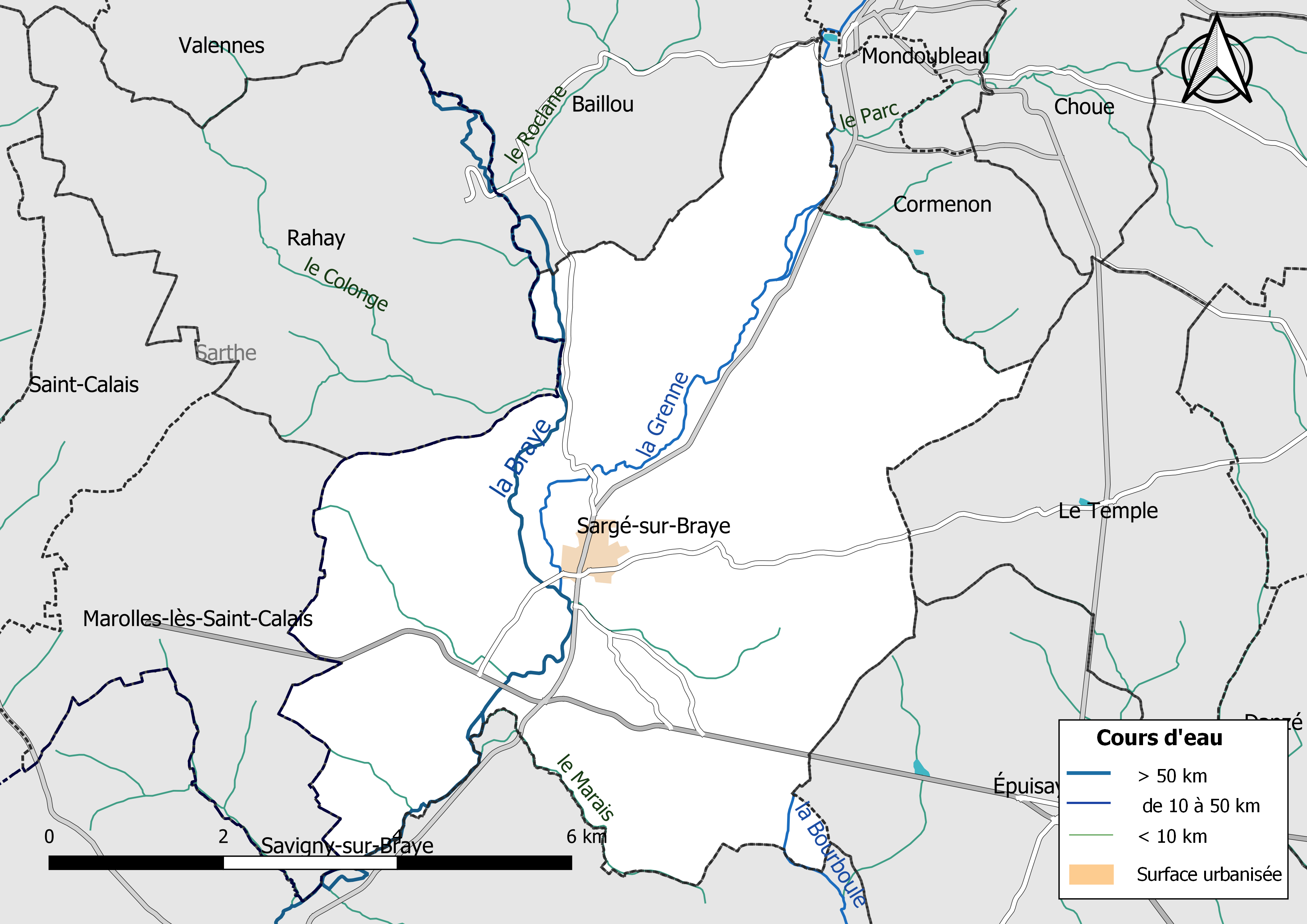
Réseau hydrographique de Sargé-sur-Braye.

La commune est drainée par la Braye (8,097 km), la Grenne (7,397 km), la Bourboule (0,973 km) le Colonge le Marais et par divers petits cours d'eau, constituant un réseau hydrographique de 29,95 km de longueur totale.
La Braye, d'une longueur totale de 75,1 km, prend sa source dans la commune de Ceton et se jette  dans le Loir à Vallée-de-Ronsard, après avoir traversé 24 communes.
La Grenne traverse la commune en s'écoulant de l'est vers l'ouest. D'une longueur totale de 28,2 km, elle prend sa source dans la commune de La Chapelle-Vicomtesse (Loir-et-Cher) et se jette  dans la Braye à Sargé-sur-Braye (Loir-et-Cher), après avoir traversé 7 communes.
La Braye est un cours d'eau de première catégorie, où le peuplement piscicole dominant est constitué de salmonidés (truite, omble chevalier, ombre commun, huchon), alors que Nom inconnu et Nom inconnu sont deux cours d'eau de deuxième catégorie, où le peuplement piscicole dominant est constitué de poissons blancs (cyprinidés) et de carnassiers (brochet, sandre et perche).

### Climat
Pour des articles plus généraux, voir Climat du Centre-Val de Loire et Climat de Loir-et-Cher.
En 2010, le climat de la commune est de type climat océanique dégradé des plaines du Centre et du Nord, selon une étude du CNRS s'appuyant sur une série de données couvrant la période 1971-2000. En 2020, Météo-France publie une typologie des climats de la France métropolitaine dans laquelle la commune est exposée à un climat océanique altéré et est dans la région climatique Moyenne vallée de la Loire, caractérisée par une bonne insolation (1 850 h/an) et un été peu pluvieux.
Pour la période 1971-2000, la température annuelle moyenne est de 11 °C, avec une amplitude thermique annuelle de 14,2 °C. Le cumul annuel moyen de précipitations est de 728 mm, avec 12,1 jours de précipitations en janvier et 7,4 jours en juillet. Pour la période 1991-2020, la température moyenne annuelle observée sur la station météorologique de Météo-France la plus proche, dans la commune de Choue à 10 km à vol d'oiseau, est de 11,9 °C et le cumul annuel moyen de précipitations est de 645,6 mm,. Pour l'avenir, les paramètres climatiques de la commune estimés pour 2050 selon différents scénarios d'émission de gaz à effet de serre sont consultables sur un site dédié publié par Météo-France en novembre 2022.

## Urbanisme

### Typologie
Au 1er janvier 2024, Sargé-sur-Braye est catégorisée commune rurale à habitat dispersé, selon la nouvelle grille communale de densité à sept niveaux définie par l'Insee en 2022.
Elle est située hors unité urbaine et hors attraction des villes,.

### Occupation des sols
L'occupation des sols est marquée par l'importance des espaces agricoles et naturels (96,8 %). La répartition détaillée ressortant de la base de données européenne d'occupation biophysique des sols Corine Land Cover millésimée 2012 est la suivante : 
terres arables (11,6 %), 
cultures permanentes (0,6 %), 
zones agricoles hétérogènes (15,4 %), 
prairies (3,5 %), 
forêts (65,2 %), 
milieux à végétation arbustive ou herbacée (0,7 %), 
zones urbanisées (1 %), 
espaces verts artificialisés non agricoles (0,5 %), 
zones industrielles et commerciales et réseaux de communication (1,7 %), 
eaux continentales (0,5 %).

### Planification
La loi SRU du 13 décembre 2000 a incité fortement les communes à se regrouper au sein d'un établissement public, pour déterminer les partis d'aménagement de l'espace au sein d'un SCoT, un document essentiel d'orientation stratégique des politiques publiques à une grande échelle. La commune est dans le territoire du  SCOT des Territoires du Grand Vendômois, approuvé en 2006 et dont la révision a été prescrite en 2017, pour tenir compte de l'élargissement de périmètre,. Le premier volet, qui dresse le portrait du territoire, s’achève et sera bientôt mis en ligne sur le blog du SCoT
En matière de planification, la commune est comprise dans le Plan local d'urbanisme intercommunal de la communauté de communes des collines du Perche, adopté le 18 mai 2022.

### Habitat et logement
Le tableau ci-dessous présente la typologie des logements à Sargé-sur-Braye en 2016 en comparaison avec celle du Loir-et-Cher et de la France entière. Une caractéristique marquante du parc de logements est ainsi une proportion de résidences secondaires et logements occasionnels (12,2 %) inférieure à celle du département (18 %) mais supérieure à celle de la France entière (9,6 %). Concernant le statut d'occupation de ces logements, 74,4 % des habitants de la commune sont propriétaires de leur logement (76,0 % en 2011), contre 68,1 % pour le Loir-et-Cher et 57,6 pour la France entière.
|                                                         | Sargé-sur-Braye | Loir-et-Cher | France entière |
| ------------------------------------------------------- | --------------- | ------------ | -------------- |
| Résidences principales (en %)                           | 80,0            | 74,5         | 82,3           |
| Résidences secondaires et logements occasionnels (en %) | 12,2            | 18           | 9,6            |
| Logements vacants (en %)                                | 7,8             | 7,5          | 8,1            |

### Risques majeurs
Le territoire communal de Sargé-sur-Braye est vulnérable à différents aléas naturels : de la Braye), climatiques (hiver exceptionnel ou canicule), mouvements de terrains ou sismique (sismicité très faible)8 avril 20208 avril 2020
Il est également exposé à un risque technologique :  le transport de matières dangereuses,.

#### Risques naturels
Les mouvements de terrains susceptibles de se produire dans la commune sont soit des mouvements liés au retrait-gonflement des argiles, soit des glissements de terrains. Le phénomène de retrait-gonflement des argiles est la conséquence d'un changement d'humidité des sols argileux. Les argiles sont capables de fixer l'eau disponible mais aussi de la perdre en se rétractant en cas de sécheresse. Ce phénomène peut provoquer des dégâts très importants sur les constructions (fissures, déformations des ouvertures) pouvant rendre inhabitables certains locaux. La carte de zonage de cet aléa peut être consultée sur le site de l'observatoire national des risques naturels Georisques.
L'inventaire des crues historiques en France établi par Maurice Campion en 1864 ne mentionne pas la Braye. L'atlas des zones inondables de la Braye élaboré en mai 2007 s'est donc appuyé sur les relevés hydrométriques existants depuis la mise en place d'échelles de crues. Le débit de la crue de référence varie ainsi entre 140 et 320 m3/s selon les sections.

#### Risques technologiques
Le risque de transport de marchandises dangereuses dans la commune est lié à sa traversée par une route à fort trafic et une canalisation de transport de gaz. Un accident se produisant sur de telles infrastructures est en effet susceptible d'avoir des effets graves au bâti ou aux personnes jusqu'à 350 m, selon la nature du matériau transporté. Des dispositions d'urbanisme peuvent être préconisées en conséquence.

## Toponymie
C'est au tout début du XXe siècle que la commune de Sargé adopta, pour se différencier de son homonyme de la Sarthe, le nom unique de Sargé-sur-Braye, en vertu du décret du 24 novembre 1900.

## Histoire

### Révolution française et Empire

#### Nouvelle organisation territoriale
Le décret de l'Assemblée nationale du 12 novembre 1789 décrète qu'« il y aura une municipalité dans chaque ville, bourg, paroisse ou communauté de campagne », mais ce n'est qu'avec le décret de la Convention nationale du 10 brumaire an II (31 octobre 1793) que la paroisse de Sargé-sur-Braye devient formellement « commune de Sargé-sur-Braye »,.
En 1790, dans le cadre de la création des départements, la municipalité est rattachée au canton de Mondoubleau et au district de Mondoubleau. Les cantons sont supprimés, en tant que découpage administratif, par une loi du 26 juin 1793, et ne conservent qu'un rôle électoral, permettant l'élection des électeurs du second degré chargés de désigner les députés,. La Constitution du 5 fructidor an III, appliquée à partir de vendémiaire an IV (1795) supprime les districts, considérés comme des rouages administratifs liés à la Terreur, mais maintient les cantons qui acquièrent dès lors plus d'importance en retrouvant une fonction administrative. Enfin, sous le Consulat, un redécoupage territorial visant à réduire le nombre de justices de paix ramène le nombre de cantons en Loir-et-Cher de 33 à 24. Sargé-sur-Braye est alors rattachée au canton de Mondoubleau et à l'arrondissement de Vendôme par arrêté du 5 vendémiaire an X (26 septembre 1801),,. Cette organisation va rester inchangée pendant près de 150 ans.

### Époque contemporaine
Entre le 29 janvier 1939 et le 8 février, plus de 3 100 réfugiés espagnols fuyant l'effondrement de la république espagnole devant Franco, arrivent dans le Loir-et-Cher. Devant l'insuffisance des structures d'accueil (les haras de Selles-sur-Cher sont notamment utilisés), 47 villages sont mis à contribution, dont Sargé-sur-Braye. Les réfugiés, essentiellement des femmes et des enfants, sont soumis à une quarantaine stricte, vaccinés, le courrier est limité, le ravitaillement, s'il est peu varié et cuisiné à la française, est cependant assuré. Au printemps et à l'été, les réfugiés sont regroupés à Bois-Brûlé (commune de Boisseau).

## Politique et administration

### Découpage territorial
La commune de Sargé-sur-Braye est membre de la communauté de communes des Collines du Perche, un établissement public de coopération intercommunale (EPCI) à fiscalité propre créé le 1er janvier 1994.
Elle est rattachée sur le plan administratif à l'arrondissement de Vendôme, au département de Loir-et-Cher et à la région Centre-Val de Loire, en tant que circonscriptions administratives. Sur le plan électoral, elle est rattachée au canton du Perche depuis 2015 pour l'élection des conseillers départementaux et à la troisième circonscription de Loir-et-Cher pour les élections législatives.

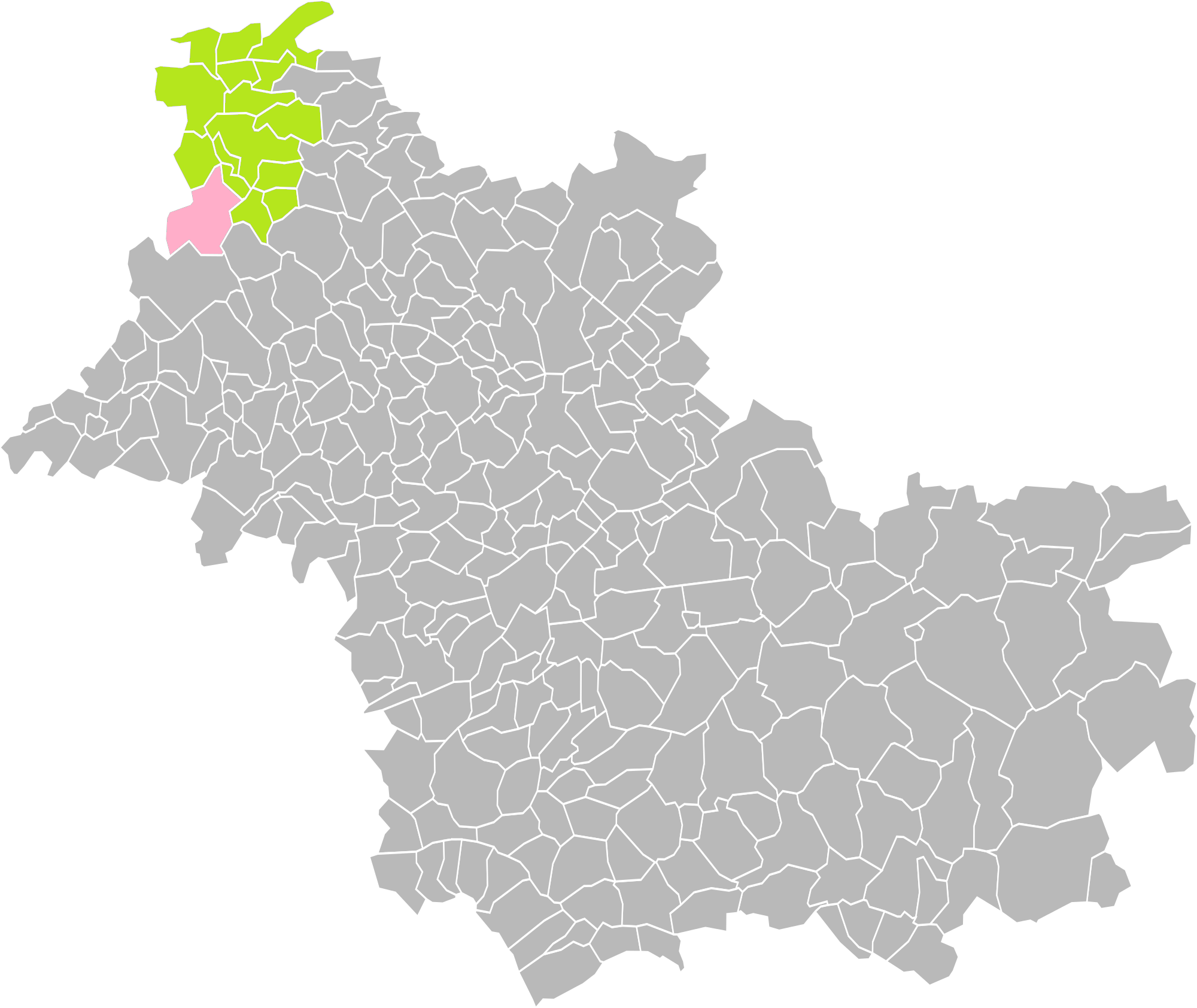
Sargé-sur-Braye dans l'intercommunalité en 2016.
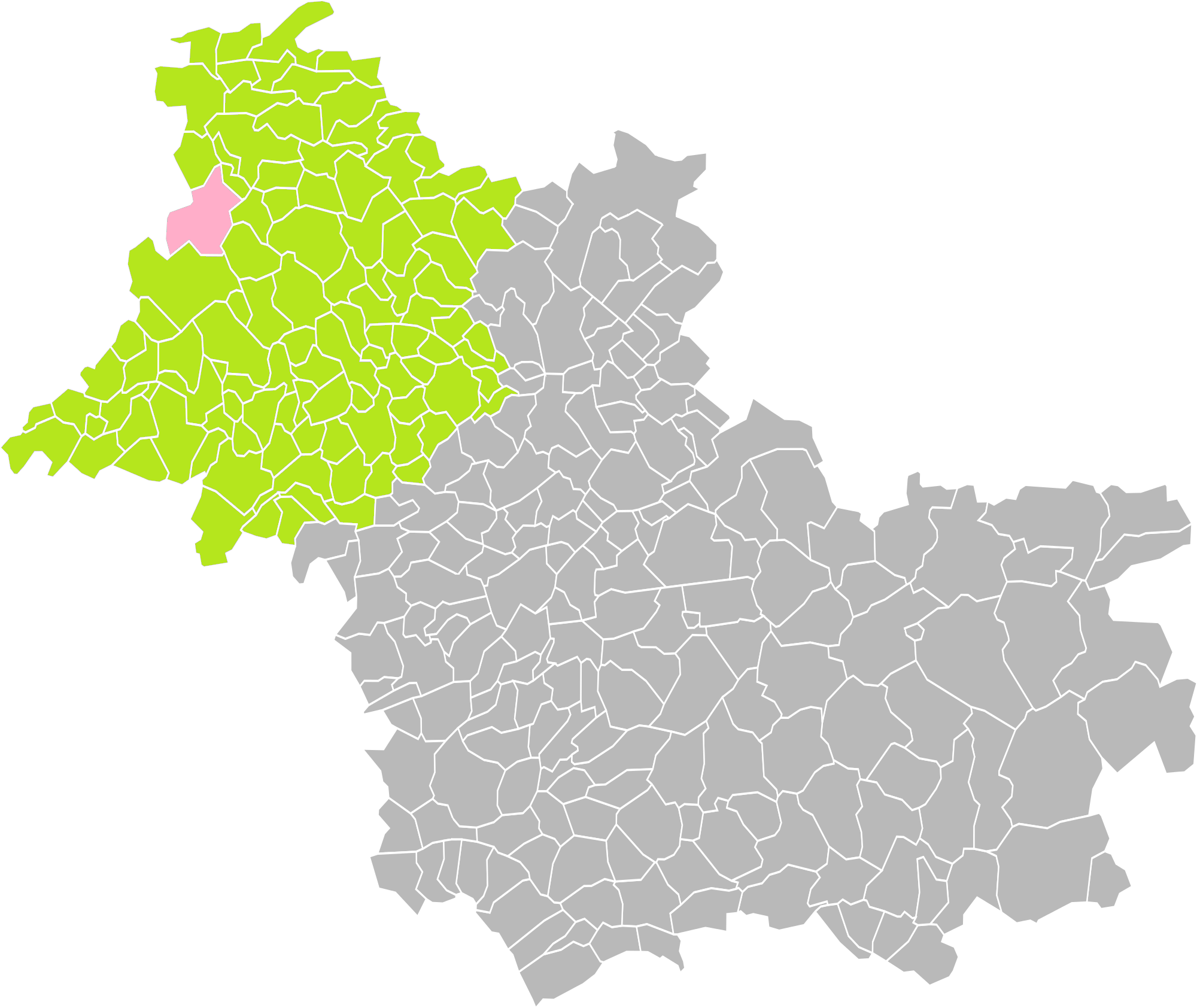
Sargé-sur-Braye dans l'arrondissement de Vendôme en 2016.
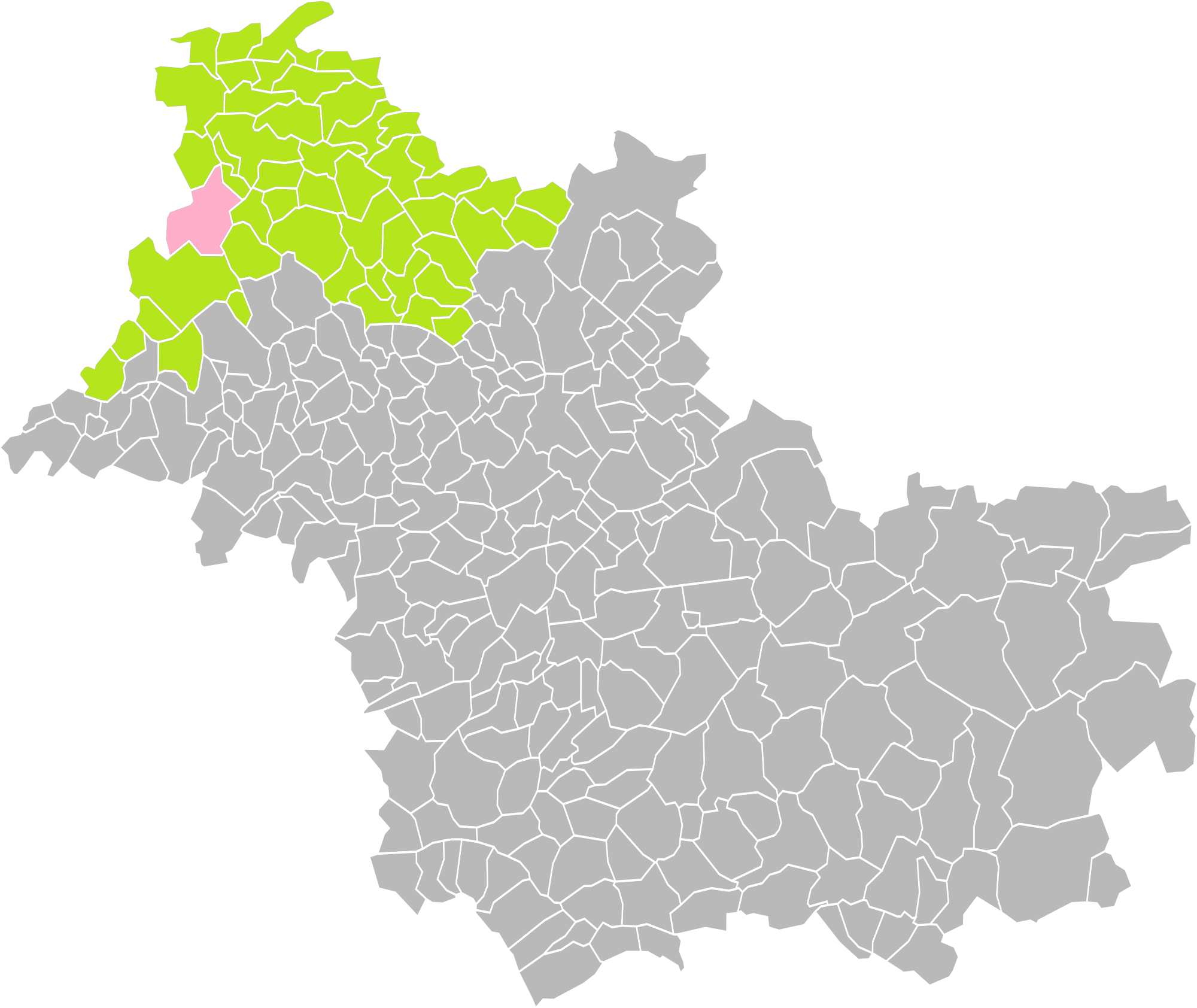
Sargé-sur-Braye dans le canton du Perche en 2016.

### Politique et administration municipale

#### Conseil municipal et maire
Le conseil municipal de Sargé-sur-Braye, commune de plus de 1 000 habitants, est élu au scrutin proportionnel plurinominal avec prime majoritaire. Compte tenu de la population communale, le nombre de sièges au conseil municipal est de 15. Le maire, à la fois agent de l'État et exécutif de la commune en tant que collectivité territoriale, est élu par le conseil municipal au scrutin secret lors de la première réunion du conseil suivant les élections municipales, pour un mandat de six ans, c'est-à-dire pour la durée du mandat du conseil.
| Période                                  | Période      | Identité                          | Étiquette | Qualité                                                                                   |
| ---------------------------------------- | ------------ | --------------------------------- | --------- | ----------------------------------------------------------------------------------------- |
| Les données manquantes sont à compléter. |              |                                   |           |                                                                                           |
| 1816                                     | 1821         | Pierre Étienne Marin de Montmarin |           |                                                                                           |
| 1821                                     | 1823         | Pierre Aubert                     |           |                                                                                           |
| 1823                                     | 1826         | Urbain Durand                     |           |                                                                                           |
| 1826                                     | 1830         | Samuel Ravier                     |           |                                                                                           |
| 1830                                     | 1832         | François Jean Poupard             |           |                                                                                           |
| 1832                                     | 1844         | Joseph Marin Baudran              |           |                                                                                           |
| 1844                                     | 1846         | M. Loiselay                       |           | Adjoint faisant fonction de maire                                                         |
| 1846                                     | 1870         | Pierre Aubert                     |           |                                                                                           |
| 1871                                     | 1880         | Raoul de Montmarin                |           |                                                                                           |
| 1880                                     | 1881         | M. Virquin                        |           | Adjoint faisant fonction de maire                                                         |
| 1881                                     | 1899         | Lucien Virquin                    |           |                                                                                           |
| 1899                                     | 1919         | Georges Doussin                   |           |                                                                                           |
| 1919                                     | 1929         | Louis Virette                     | Droite    | Agriculteur Conseiller d'arrondissement (1925 → 1940)                                     |
| 1929                                     | 1945         | André Doublard du Vigneau         |           | Propriétaire exploitant                                                                   |
| Les données manquantes sont à compléter. |              |                                   |           |                                                                                           |
| 1947                                     | 1971 (décès) | André Doublard du Vigneau         | CNIP      | Propriétaire exploitant Conseiller général de Mondoubleau (1949 → 1971)                   |
| 1971                                     | mars 2001    | Félicien Granger (1925-2023)      | DVD       | Agriculteur retraité Conseiller régional                                                  |
| mars 2001                                | mars 2014    | Gérard Rousseau                   |           | Agriculteur retraité                                                                      |
| mars 2014                                | mai 2020     | Jean Léger                        | DVD       | Salarié du secteur privé retraité Président de la CC des Collines du Perche (2014 → 2020) |
| mai 2020                                 | En cours     | Martine Rousseau,                 | SE        | Agricultrice sur moyenne exploitation                                                     |

## Équipements et services

### Eau et assainissement
L'organisation de la distribution de l'eau potable, de la collecte et du traitement des eaux usées et pluviales relève des communes. La compétence eau et assainissement des communes est un service public industriel et commercial (SPIC).

#### Alimentation en eau potable
Le service d'eau potable comporte trois grandes étapes : le captage, la potabilisation et la distribution d'une eau potable conforme aux normes de qualité fixées pour protéger la santé humaine. En 2019, la commune est membre du syndicat intercommunal d'adduction d'eau potable de Sarge-sur-Braye qui assure le service en le délégant à une entreprise privée.

#### Assainissement des eaux usées
En 2019, la commune de Sargé-sur-Braye gère le service d'assainissement collectif en régie directe, c'est-à-dire avec ses propres personnels, avec le statut de régie à autonomie financière.
Une station de traitement des eaux usées est en service au 1er janvier 2019 sur le territoire communal : 
« L Enfer », un équipement utilisant la technique de l'aération par boues activées, avec prétraitement, .Dénitrif. Bio.et déphosphatation physico-chimique, dont la capacité est de 1 200 EH, mis en service le 1er août 1972.

### Sécurité, justice et secours
La sécurité de la commune est assurée par la brigade de gendarmerie de Mondoubleau qui dépend du groupement de gendarmerie départementale de Loir-et-Cher installé à Blois.
En matière de justice, Sargé-sur-Braye relève du conseil de prud'hommes de Blois, de la Cour d'appel d'Orléans (juridiction de Blois), de la Cour d'assises de Loir-et-Cher, du tribunal administratif de Blois, du tribunal de commerce de Blois et du tribunal judiciaire de Blois.

## Population et société

### Démographie

#### Évolution démographique
L'évolution du nombre d'habitants est connue à travers les recensements de la population effectués dans la commune depuis 1793. Pour les communes de moins de 10 000 habitants, une enquête de recensement portant sur toute la population est réalisée tous les cinq ans, les populations de référence des années intermédiaires étant quant à elles estimées par interpolation ou extrapolation. Pour la commune, le premier recensement exhaustif entrant dans le cadre du nouveau dispositif a été réalisé en 2006.

En 2022, la commune comptait 956 habitants, en évolution de −9,13 % par rapport à 2016 (Loir-et-Cher : −1,15 %, France hors Mayotte : +2,11 %).
| 1793  | 1800  | 1806  | 1821  | 1831  | 1836  | 1841  | 1846  | 1851  |
| ----- | ----- | ----- | ----- | ----- | ----- | ----- | ----- | ----- |
| 1 534 | 1 704 | 1 691 | 1 690 | 1 777 | 1 779 | 1 734 | 1 718 | 1 598 |

| 1856  | 1861  | 1866  | 1872  | 1876  | 1881  | 1886  | 1891  | 1896  |
| ----- | ----- | ----- | ----- | ----- | ----- | ----- | ----- | ----- |
| 1 602 | 1 550 | 1 505 | 1 508 | 1 580 | 1 745 | 1 576 | 1 625 | 1 698 |

| 1901  | 1906  | 1911  | 1921  | 1926  | 1931  | 1936  | 1946  | 1954  |
| ----- | ----- | ----- | ----- | ----- | ----- | ----- | ----- | ----- |
| 1 702 | 1 764 | 1 756 | 1 536 | 1 487 | 1 393 | 1 290 | 1 235 | 1 120 |

| 1962  | 1968 | 1975 | 1982 | 1990 | 1999 | 2006 | 2011  | 2016  |
| ----- | ---- | ---- | ---- | ---- | ---- | ---- | ----- | ----- |
| 1 144 | 991  | 911  | 974  | 988  | 974  | 934  | 1 038 | 1 052 |

| 2021 | 2022 | - | - | - | - | - | - | - |
| ---- | ---- | - | - | - | - | - | - | - |
| 983  | 956  | - | - | - | - | - | - | - |

#### Pyramide des âges
En 2018, le taux de personnes d'un âge inférieur à 30 ans s'élève à 28,9 %, soit en dessous de la moyenne départementale (31,3 %). À l'inverse, le taux de personnes d'âge supérieur à 60 ans est de 29,3 % la même année, alors qu'il est de 31,6 % au niveau départemental.
En 2018, la commune comptait 490 hommes pour 538 femmes, soit un taux de 52,33 % de femmes, légèrement supérieur au taux départemental (51,45 %).
Les pyramides des âges de la commune et du département s'établissent comme suit.
| Hommes | Classe d’âge | Femmes |
| ------ | ------------ | ------ |
| 0,8    | 90 ou +      | 0,6    |
| 9,0    | 75-89 ans    | 9,0    |
| 18,8   | 60-74 ans    | 20,4   |
| 23,6   | 45-59 ans    | 21,0   |
| 20,1   | 30-44 ans    | 18,9   |
| 13,0   | 15-29 ans    | 11,5   |
| 14,6   | 0-14 ans     | 18,6   |

| Hommes | Classe d’âge | Femmes |
| ------ | ------------ | ------ |
| 1,1    | 90 ou +      | 2,6    |
| 9,2    | 75-89 ans    | 11,9   |
| 19,7   | 60-74 ans    | 20,4   |
| 20,7   | 45-59 ans    | 20     |
| 16,5   | 30-44 ans    | 16,2   |
| 15,2   | 15-29 ans    | 13,2   |
| 17,6   | 0-14 ans     | 15,7   |

## Économie

### Secteurs d'activité
Le tableau ci-dessous détaille le nombre d'entreprises implantées à Sargé-sur-Braye selon leur secteur d'activité et le nombre de leurs salariés :
|                                                              | total | % com (% dep) | 0 salarié | 1 à 9 salarié(s) | 10 à 19 salariés | 20 à 49 salariés | 50 salariés ou plus |
| ------------------------------------------------------------ | ----- | ------------- | --------- | ---------------- | ---------------- | ---------------- | ------------------- |
| Ensemble                                                     | 96    | 100,0 (100)   | 72        | 22               | 0                | 2                | 0                   |
| Agriculture, sylviculture et pêche                           | 30    | 31,3 (11,8)   | 21        | 9                | 0                | 0                | 0                   |
| Industrie                                                    | 9     | 9,4 (6,5)     | 4         | 3                | 0                | 2                | 0                   |
| Construction                                                 | 4     | 4,2 (10,3)    | 4         | 0                | 0                | 0                | 0                   |
| Commerce, transports, services divers                        | 47    | 49,0 (57,9)   | 39        | 8                | 0                | 0                | 0                   |
| dont commerce et réparation automobile                       | 8     | 8,3 (17,5)    | 6         | 2                | 0                | 0                | 0                   |
| Administration publique, enseignement, santé, action sociale | 6     | 6,3 (13,5)    | 4         | 2                | 0                | 0                | 0                   |
| Champ : ensemble des activités.                              |       |               |           |                  |                  |                  |                     |

Le secteur du commerce, transports et services divers est prépondérant dans la commune (47 entreprises sur 96) néanmoins le secteur agricole reste important puisqu'en proportions (31,3 %), il est plus important qu'au niveau départemental (11,8 %). 
Sur les 96 entreprises implantées à Sargé-sur-Braye en 2016, 72 ne font appel à aucun salarié, 22 comptent 1 à 9 salariés,  et 2 emploient entre 20 et 49 personnes.
Au 1er juillet 2017, la commune est classée en zone de revitalisation rurale (ZRR), un dispositif visant à aider le développement des territoires ruraux principalement à travers des mesures fiscales et sociales. Des mesures spécifiques en faveur du développement économique s'y appliquent également.

### Agriculture
En 2010, l'orientation technico-économique de l'agriculture dans la commune est la polyculture et le polyélevage. Le département a perdu près d'un quart de ses exploitations en 10 ans, entre 2000 et 2010 (c'est le département de la région Centre-Val de Loire qui en compte le moins). Cette tendance se retrouve également au niveau de la commune où le nombre d'exploitations est passé de 63 en 1988 à 37 en 2000 puis à 34 en 2010. Parallèlement, la taille de ces exploitations augmente, passant de 52 ha en 1988 à 96 ha en 2010. 
Le tableau ci-dessous présente les principales caractéristiques des exploitations agricoles de Sargé-sur-Braye, observées sur une période de 22 ans : 
|                                      | 1988                 | 2000                 | 2010                 |
| Dimension économique                 | Dimension économique | Dimension économique | Dimension économique |
| ------------------------------------ | -------------------- | -------------------- | -------------------- |
| Nombre d'exploitations (u)           | 63                   | 37                   | 34                   |
| Travail (UTA)                        | 112                  | 67                   | 59                   |
| Surface agricole utilisée (ha)       | 3 268                | 3 068                | 3 271                |
| Cultures                             |                      |                      |                      |
| Terres labourables (ha)              | 2 777                | 2 717                | 2 854                |
| Céréales (ha)                        | 1718                 | 1489                 | 1526                 |
| dont blé tendre (ha)                 | 1121                 | 1027                 | 990                  |
| dont maïs-grain et maïs-semence (ha) | 293                  | 136                  | 89                   |
| Tournesol (ha)                       | 215                  | s                    | s                    |
| Colza et navette (ha)                | 214                  | 352                  | 349                  |
| Élevage                              |                      |                      |                      |
| Cheptel (UGBTA)                      | 2974                 | 2953                 | 2593                 |

#### Produits labellisés

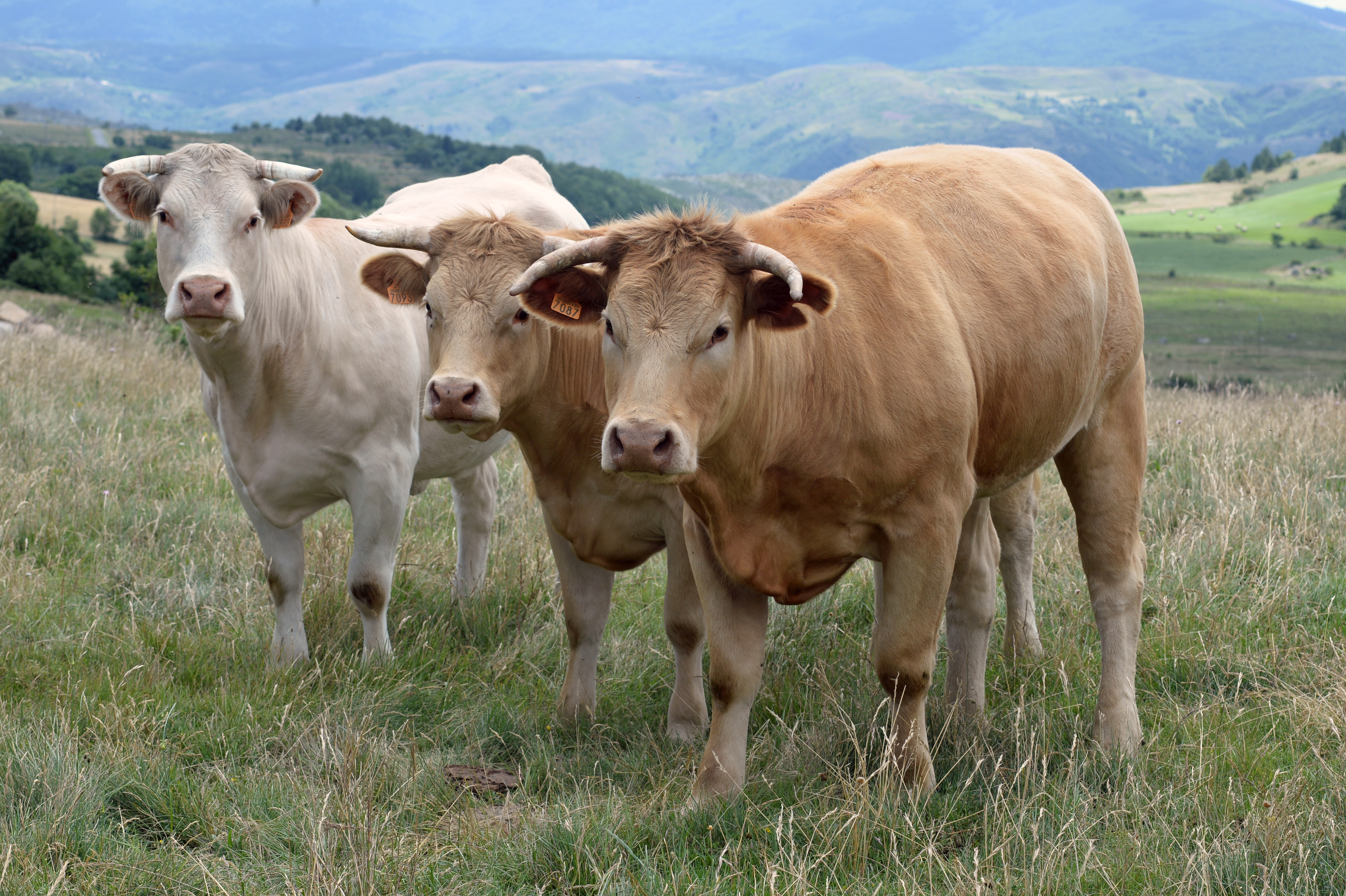
Bœuf du Maine.

Le territoire de la commune est intégré aux aires de productions de divers produits bénéficiant d'une indication géographique protégée (IGP) : le bœuf du Maine, les porcs de la Sarthe, le vin Val-de-loire, les volailles de Loué, les volailles de l’Orléanais, les volailles du Maine et les œufs de Loué,.

## Culture locale et patrimoine

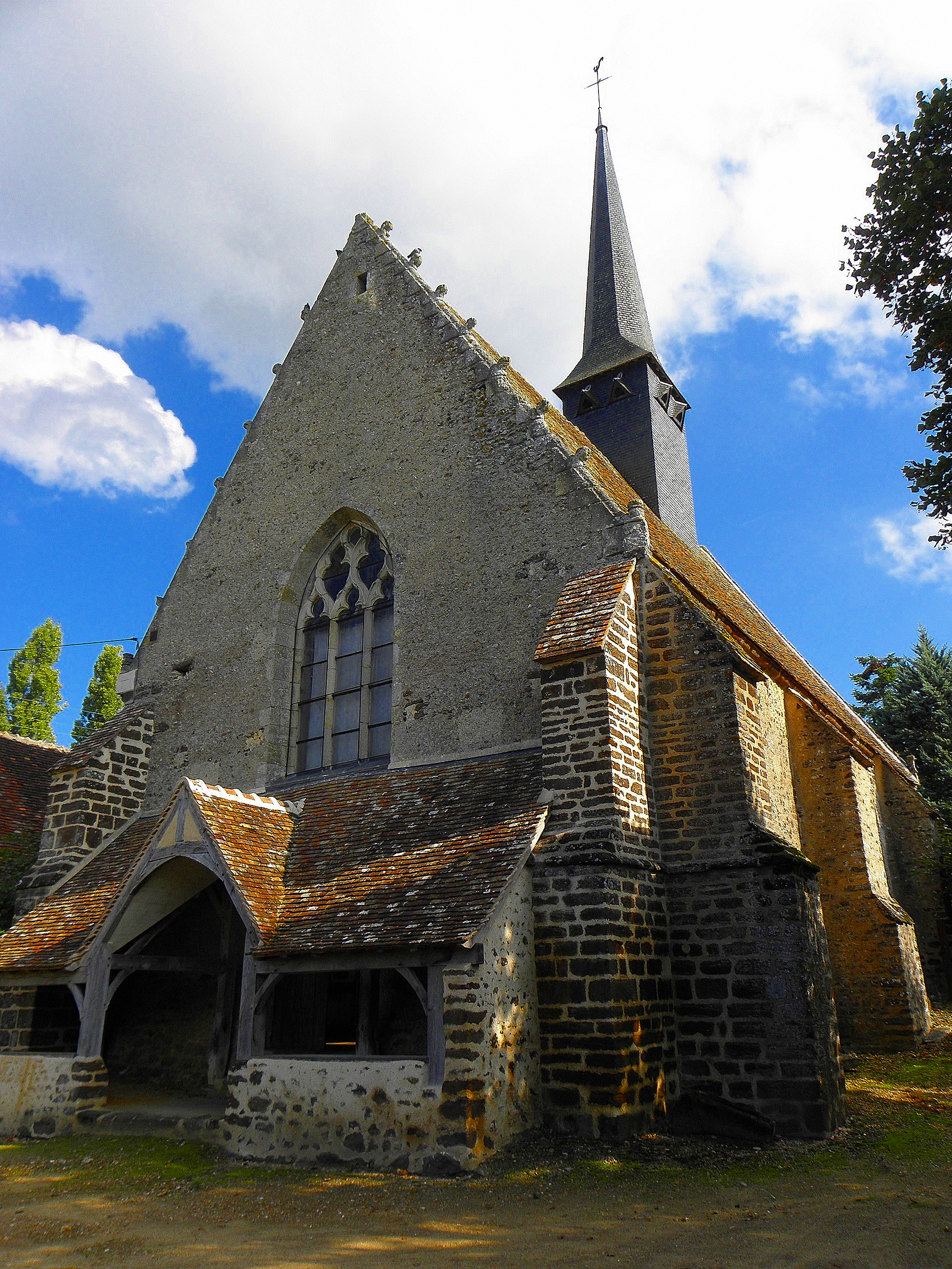
L'église Saint-Martin.

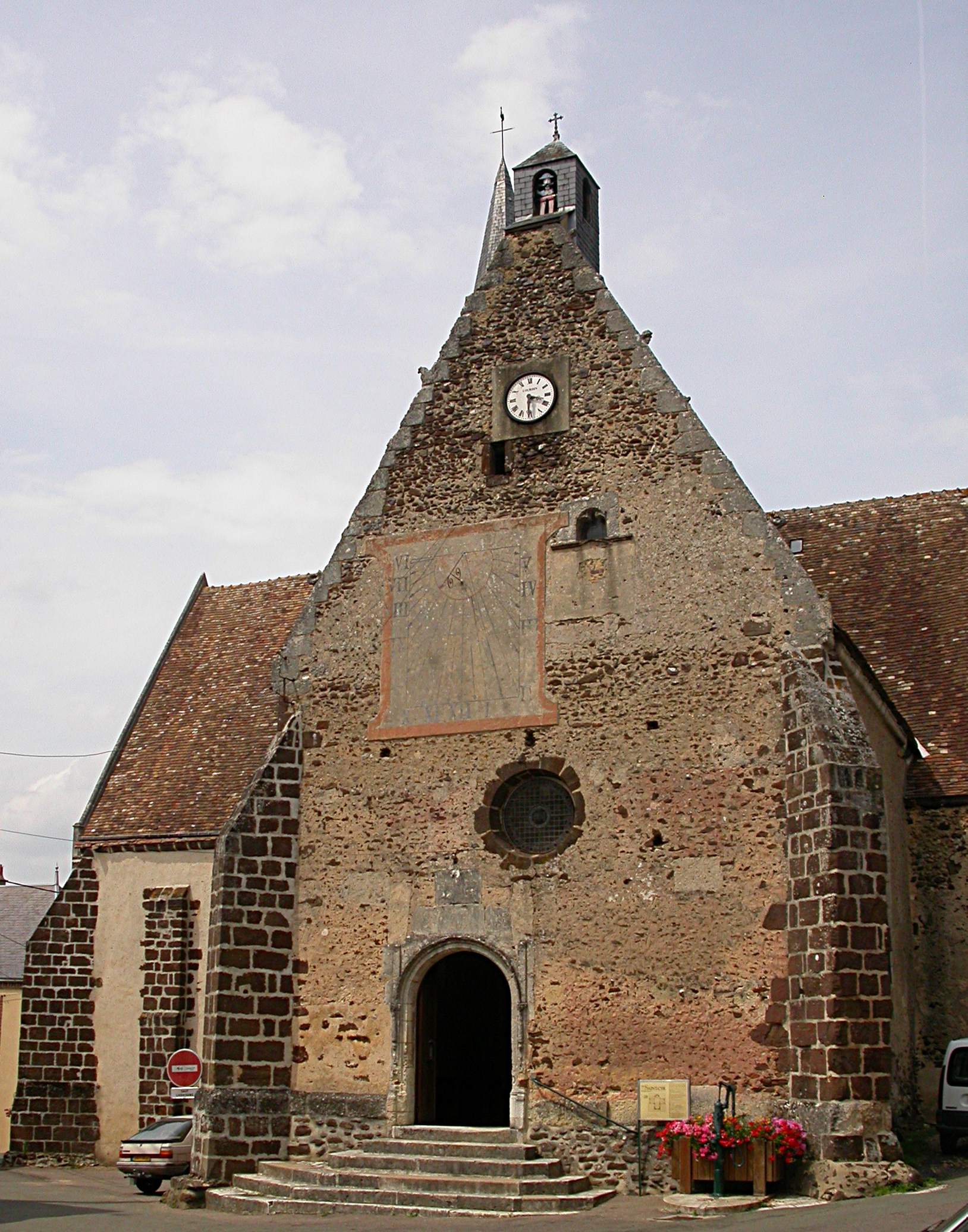
L'église Saint-Cyr.

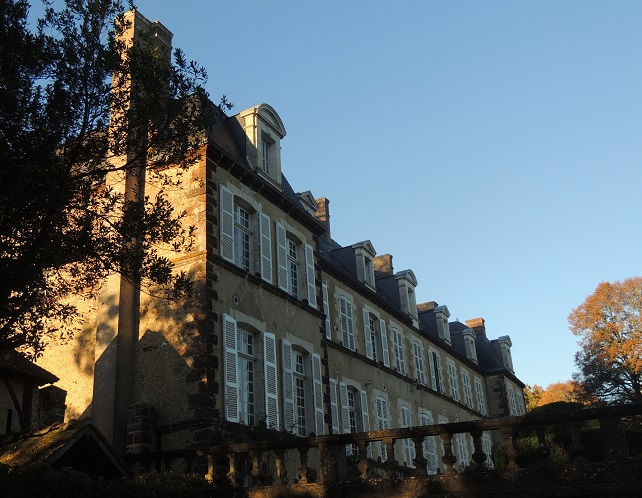
Le château de Montmarin.

### Lieux et monuments
- Église Saint-Martin dans laquelle les murs sont ornés de superbes fresques. Exposition permanente sur le roussard, roche typique du Perche vendômois.
- Église Saint-Cyr, et son jacquemart.
- Manoir des Radrets.
- Château de Montmarin.
- Château du Fief Corbin.
- Carrière du Roussard.

### Personnalités liées à la commune
- Juliette Binoche, célèbre actrice française née le 9 mars 1964, a grandi au Manoir des Radrets.
- Jean-Pierre Genet, artiste peintre, plasticien, coureur cycliste. Exposition permanente à l'hôtel du Grand Monarque à Mondoubleau (Loir-et-Cher).
- Roger Reboussin (11 octobre 1881-19 février 1965), né à Sargé-sur-Braye où il a possédé une maison dans la rue qui aujourd'hui porte son nom. Peintre animalier, il a notamment travaillé pour le Muséum d'Histoire Naturelle et a, entre autres écrits, publié (Revue française d'ornithologie, septembre-octobre 2011) une étude intitulée Les colonies de vanneaux huppés dans les environs de Sargé-sur-Braye.
- Jean Amrouche, écrivain, y avait sa maison et y est inhumé.
- La famille Botineau, Madeleine (1898-1986), Roger (1921-1981), Madeleine (1926-2005) et Marie Fauveau (-1956) a été faite Juste parmi les Nations en 2005. Ils étaient originaires de Sargé-sur-Braye

### Héraldique
|  | Les armoiries de Sargé-sur-Braye se blasonnent ainsi : De gueules à la croix jumelée d'argent cantonnée en chef à dextre d'un croissant contourné du même, à l'écusson, brochant sur le tout, d'or aux six annelets de gueules ordonnés 3, 2 et,1, accompagnés en abîme d'une étoile de six rais d'azur. Création J.P. Fernon - J.J. Silly (1989). |